# Вестерн-блот

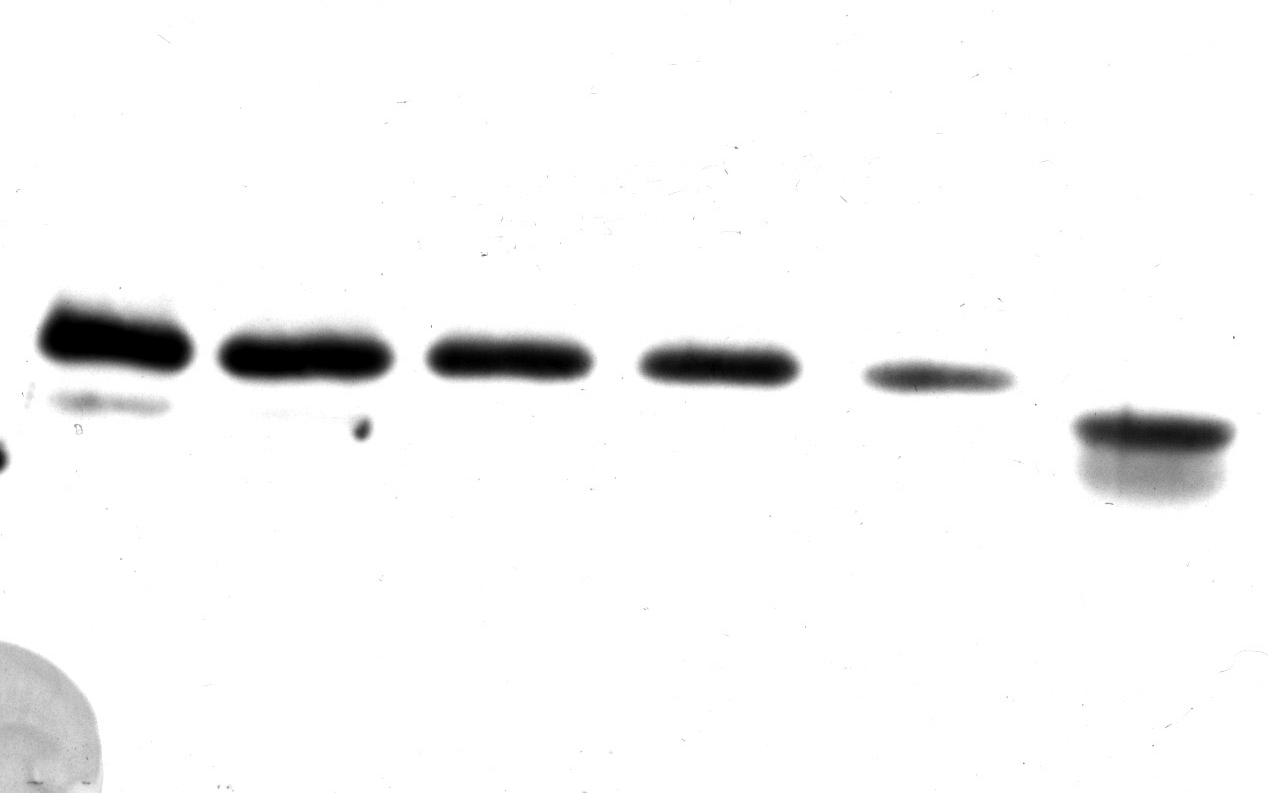
Бенди протеїнів, візуалізовані на нітроцелюлозній мембрані при виконанні вестерн-блоту.

Вестерн-блот (англ. western blot) — лабораторний метод, який ґрунтується на реакції антиген—антитіло і застосовується для визначення специфічних протеїнів в екстрактах клітин або тканин, попередньо фракціонованих за допомогою гелевого електрофорезу та перенесені, в переважній більшості випадків, на нітроцелюлозну або PVDF-мембрану. Трансфер протеїнів із гелю на мембрану дозволяє інкубувати їх з певним антитілом та виконати подальшу візуалізацію отриманих бендів.
Інколи цей метод називають імунний блотинг.

## Історія
Вестерн-блот винайшов Гаррі Товбін (англ. Harry Towbin), який працював у лабораторії Friedrich Miescher Institute for Biomedical Research. Проте назву «вестерн-блот» дав цьому методу інший науковець В. Ніл Бюрнетт (англ. W. Neal Burnette), за аналогією з саузерн-блотом — методом визначення послідовностей в ДНК за допомогою антитіл, що винайшов Едвін Саузерн; та нозерн-блотом — за допомогою якого можна визначити ділянки в РНК, який винайшов Джордж Страк у Стенфорді.

## Методика вестерн-блоту

### Приготування зразків білку
Протоколи виготовлення зразків можуть суттєво відрізнятися в залежності від того, чи є досліджуваний білок інтегральним або розчинним, чи є необхідність у збереженні нативної конформації білка тощо. Зазвичай тканину, з якої необхідно виділити білок, механічно гомогенізують у присутності потужних детергентів, таких як β-меркаптоетанол або Тритон Х-100. Обов'язковим кроком є також вимірювання загальної концентрації білка (за методом Лоурі або Бредфорда) та вирівнювання її в різних зразках шляхом розведення, що полегшує порівняння кінцевих результатів.

### Електрофорез
Гелевий електрофорез дозволяє розділити протеїни на фракції, в залежності від їх молекулярної маси — важкі рухаються в гелі повільніше за легкі.

### Трансфер
Наступним етапом вестерн-блоту є перенесення білків з електрофорезного гелю на носій, на якому їх можна специфічно помітити антитілами. Як носія зазвичай використовують мембрану, виготовлену з нітроцелюлози або PVDF. Для проведення трансферу використовується спеціальний пристрій, що має назву трансблотер. У ранніх версіях вестерн-блоту перенесення білків із гелю на мембрану забезпечувалось фільтрувальним папером, який клався у «сендвіч» із носіїв та тягнув на себе багатий на детергенти трансферний розчин за рахунок капілярних сил. Рушійною силою у процедурі трансферу є електричне поле.

### Візуалізація
Нітроцелюлозна та PVDF-мембрани є сильними сорбентами білків, тому перед їх інкубуванням з антитілами проводиться процедура блокування (на лабораторному жаргоні її також часто називають «забивкою») — обробка носія багатим на білок розчином, який зв'яжеться з вільними сайтами на поверхні мембрани і попередить неспецифічну сорбцію антитіл. Зазвичай як білковий розчин використовують знежирене молоко.
Після блокування мембрана інкубується з первинним антитілом, яке специфічно зв'язується з досліджуваним білком. Далі додається вторинне антитіло, мічене біотином, пероксидазою хріну або радіоактивною речовиною, за допомогою якого можна виконати візуалізацію отриманих бендів. При видачі результату дослідження йде висновок про наявність у досліджуваному субстраті специфічних антитіл до певних протеїнів мікроорганізмів, як то антитіл до білку p124 ВІЛ.   